# Montlaur (distribution)
Pour les articles homonymes, voir Montlaur.
Montlaur était une enseigne française d'hypermarchés et quelques supermarchés et un groupe régional de grande distribution, créée en 1966 et disparue en 1994, dont le siège était à Montpellier (Hérault). Le groupe Montlaur possédait également un grand entrepôt à Vendargues (anciennement euroceral) ainsi qu'une centrale d'achat non-alimentaire à Rungis en association avec le groupe euromarché. 

## Histoire
Michel Montlaur (1928-2023) comptait parmi les premiers compagnons d'Édouard Leclerc avant d'avoir sa propre enseigne. Après avoir obtenu un diplôme de l'Essec, il ouvre, en 1958 une première épicerie à Mazamet (Tarn) à l'enseigne E.Leclerc. En 1966, lorsque le groupement d'indépendants interdira à ses adhérents la possession de plus de deux points de vente, Michel Montlaur créera sa propre enseigne.
Michel Montlaur créa en 1969 le premier hypermarché éloigné d'une ville sur la commune alors rurale de Lattes (dans le quartier-village de Boirargues), à 5 km de Montpellier. Moqué au début par la profession pour cet hypermarché « au milieu de nulle part », la clientèle appréciera la facilité d'accès et l'immense parking qui deviendront la norme, y compris pour la concurrence. 
Il créa également le premier hypermarché intégralement informatisé avec lecture optique en sortie de caisses en 1981 à Mazamet. Il incita les fournisseurs à coder leurs articles et contribua ainsi à imposer les codes barres et la norme EAN13. Les hypermarchés Montlaur possédaient un système de gestion informatisé très abouti à une époque où la concurrence travaillait encore « à l'ancienne ». Cela permettait à Montlaur de vendre à des prix très concurrentiels tout en conservant une excellente rentabilité. 
En mars 1991, le groupe familial Montlaur dépose son bilan, victime d'une volonté expansionniste exagérée et trop endetté. Présent exclusivement dans le sud de la France, il comptait 14 hypermarchés, 6 supermarchés, 5 jardineries et 8 cafétérias, représentant un chiffre d'affaires de 4,7 milliards de francs (1990) et employant près de 2 900 salariés. 
Le groupe Carrefour (alors peu implanté dans la région Languedoc-Roussillon) rachète l'ensemble auprès du tribunal de commerce de Montpellier pour 1,05 milliard de francs. Il ne conserve finalement que 4 hypermarchés, à Lattes, Nîmes, Balaruc-le-Vieux et Port-de-Bouc, qui prennent rapidement l'enseigne Carrefour. Les autres hypermarchés sont revendus et adoptent pour la plupart l'enseigne Mammouth, soit en direct avec Docks de France ou en affiliés avec Guyenne et Gascogne pour les magasins de Saint-Jean-de-Luz et Auch.
Poursuivi pénalement, Michel Montlaur qui laisse des centaines de millions d'euros de créances impayées, est définitivement condamné à 3 ans d'emprisonnement et 80 000 € d'amende pour faux et usage de faux, faux bilans et banqueroute par un arrêt de la cour d'appel de Montpellier du 23 janvier 2003, confirmé par la chambre criminelle de la Cour de cassation le 17 novembre 2004 (arrêt 03-82.657).

## Implantation

### Liste des anciens hypermarchés
- Haute-Garonne : 1 supermarché, quartier de la Gloire, chemin Pelleport à Toulouse

- Alpes-de-Haute-Provence : Manosque où se trouvait un supermarché devenu un Mammouth puis un Auchan, Digne-les-Bains devenu affilié Continent puis Carrefour
- Hautes-Alpes : Gap où il y avait 2 supermarchés Montlaur, un à Gap sud et un en centre ville qui avait la particularité d'une rampe de récupération des chariots
- Aude : Narbonne devenu Continent puis Carrefour
- Bouches-du-Rhône : Aix-en-Provence (2), Marseille (2), Port-de-Bouc, Martigues
- Gard : Nîmes
- Gers : Auch
- Hérault : Balaruc-le-Vieux, Lattes, Pézenas
- Lozère : Aumont-Aubrac - Vu dans le film 37°2 le matin de Jean-Jacques Beineix
- Pyrénées-Atlantiques : Saint-Jean-de-Luz
- Pyrénées-Orientales : Perpignan
- Tarn : Castres, Graulhet, Mazamet
- Var : Bandol et Toulon
- Vaucluse : Avignon, Cavaillon, Pertuis